# アルフレッド・ヴェイル

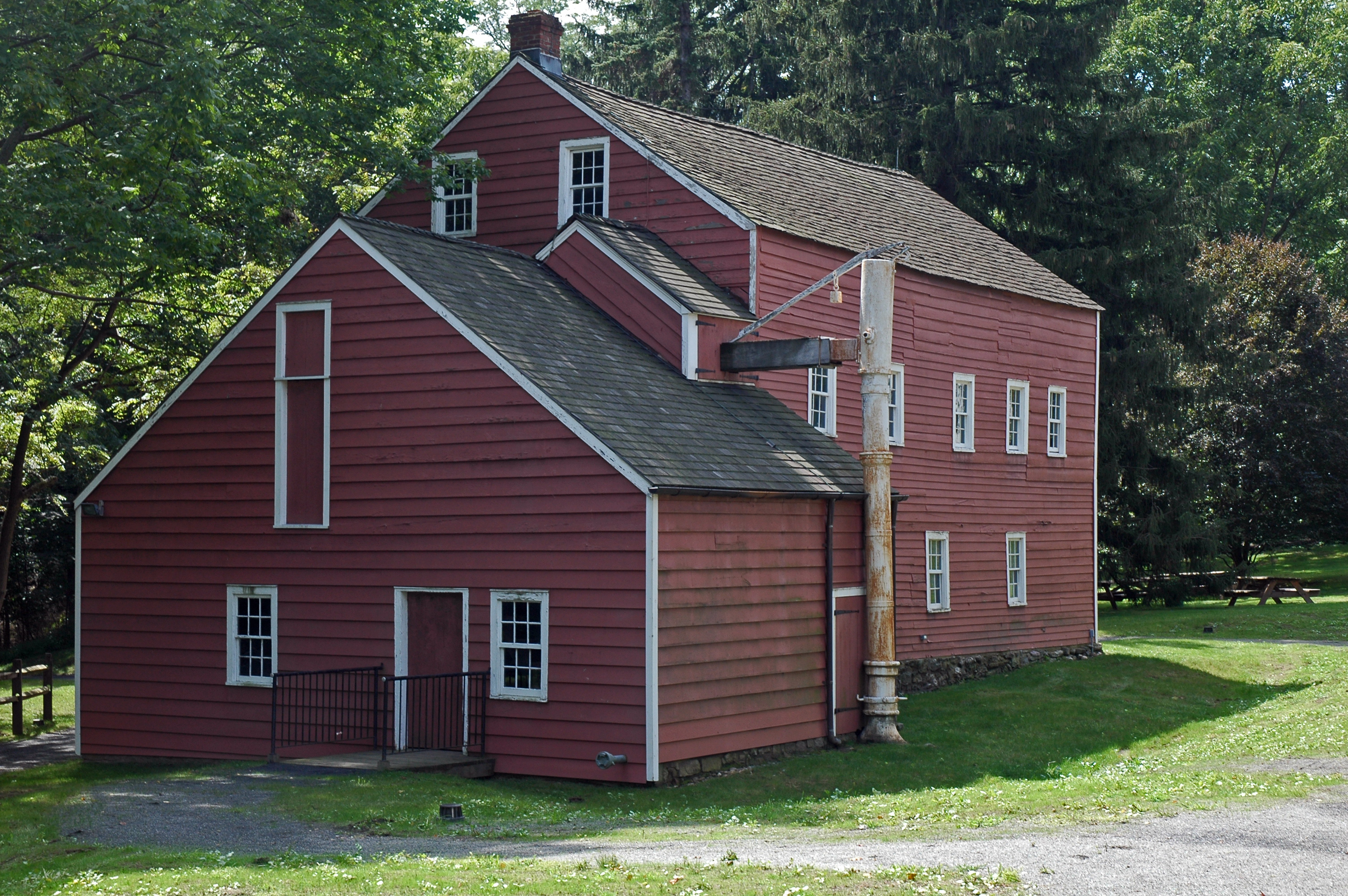
二人が初めて公式な電信実験を行ったファクトリーハウス

アルフレッド・ルイス・ヴェイル（Alfred Lewis Vail、1807年9月25日 - 1859年1月18日）は、アメリカ合衆国ニュージャージー州モリスタウン(Morristown)出身の技術者、発明家。サミュエル・モールスの電信実験に協力した。
相互接続の観点より、日本語で「ベル系」または「ベルシステム」と呼ばれるアメリカ合衆国の電話事業の原型を完成させたアメリカン電話電信会社（The American Telephone & Telegraph Company、略称：AT&T）の初代社長となったセオドア・ニュートン・ヴェイルは従兄弟にあたる。

## 生涯
1807年、アメリカ合衆国ニュージャージー州モリスタウンで鉄工所を創業していた起業家スティーヴン・ヴェイルの元に生まれる。
ニューヨーク大学で神学を学び卒業後、1837年にモールスと出会い電信実験に興味を持ったヴェイルは、発明の権利を分かち合う見返りとして特許獲得の費用を負担する事、実験装置の開発に協力する事をモールスに申し出る。この結果、鉄工所を営んでいたヴェイルの父親による経済的支援の下で、モリスタウンの工場において三人目の協力者である化学者のレオナルド・ガレ（Leonald.D.Gale）と開発チームが結成され1838年1月6日に公式に電信実験に成功。
1844年3月24日に、アメリカ合衆国議会が承認し費用を供出したワシントンD.C.-ボルチモア間の公開電信実験においてモールスに協力したヴェイルはアメリカ最初の電文である「What hath God wrought」(神の作り給いし業)を受信して電信の実用化を証明した。この後もモールスと電信について研究していたが、やがて興味を失い手を引いている。生誕の地であるモリスタウンにて没す。